# 新富町立上新田中学校
新富町立上新田中学校（しんとみちょうりつ かみにゅうたちゅうがっこう）は、宮崎県児湯郡新富町大字新田にある公立中学校である。

## 概要
- 生徒数：98名
- 学級数：標準3 特別支援2
（2016年5月1日現在）[1]

## 沿革
- 2016年（平成28年）10月6日 - 当校敷地内に建設される上新田小学校新校舎の地鎮祭を挙行[2]。
- 2017年（平成29年）11月7日 - 上新田小中学校（小中一貫教育校）の愛称が「学びの丘 上新田学園」に決定[3]。
- 2018年（平成30年）4月1日 - 小中一貫校として「新富町立上新田小中学校」が開校。

## 通学区域
- 祇園原、川床、黒坂、北畦原、東畦原、西畦原、三財原、湯風呂、湯之宮、一丁田、学園台、十文字、新田原、春日、その他、以上の区域内(各種住宅団地等を含む)[4]

## 交通
最寄りの鉄道駅
JR日豊本線 日向新富駅より7.3km（車16分）
最寄りのバス停
宮崎交通バス 西都・高鍋線（一丁田経由） 「上新田中学校前」バス停より50m（徒歩1分）
最寄りの道路
宮崎県道24号高鍋高岡線 「西畦原」交差点
宮崎県道309号川床日向新富停車場線 「上新田小前」交差点

## 周辺
- 新富町立上新田小学校